# YF-50t
YF-50t は人工衛星打ち上げ用の長征5号シリーズの上段用として開発中の中国の極低温ロケットエンジンである。中国でのYF-73とYF-75上段エンジンで培われた経験を元に独自に開発が進められる。ジンバルにより2軸で首を振る構造である。エンジンから抽出された水素は酸素タンクの加圧に使用され、ヘリウムは水素タンクの加圧に使用される。